# RER trinational de Bâle
Le RER trinational de Bâle (allemand : Trinationale S-Bahn Basel) est le réseau ferroviaire de transport en commun desservant la région trinationale de Bâle. Il comporte 357 km de voies situées en Suisse (181 km), en Allemagne (147 km) et en France (29 km). Les entreprises de transport actuelles sont les CFF, leur filiale allemande SBB GmbH, la DB Regio (Deutsche Bahn) et SNCF Voyageurs. Le RER, qui est constitué de huit lignes, comporte 108 points d'arrêt et est fréquenté par plus de 128 000 voyageurs par jour.
Depuis 2018, les 7 autorités organisatrices concernées (cantons d'Argovie, Bâle-Campagne, Bâle-Ville, Jura, Soleure, le Land du Bade-Wurtemberg ainsi que la Région Grand Est) se sont regroupées sous l'appellation trireno et planifient ensemble le futur développement du réseau.

## Description

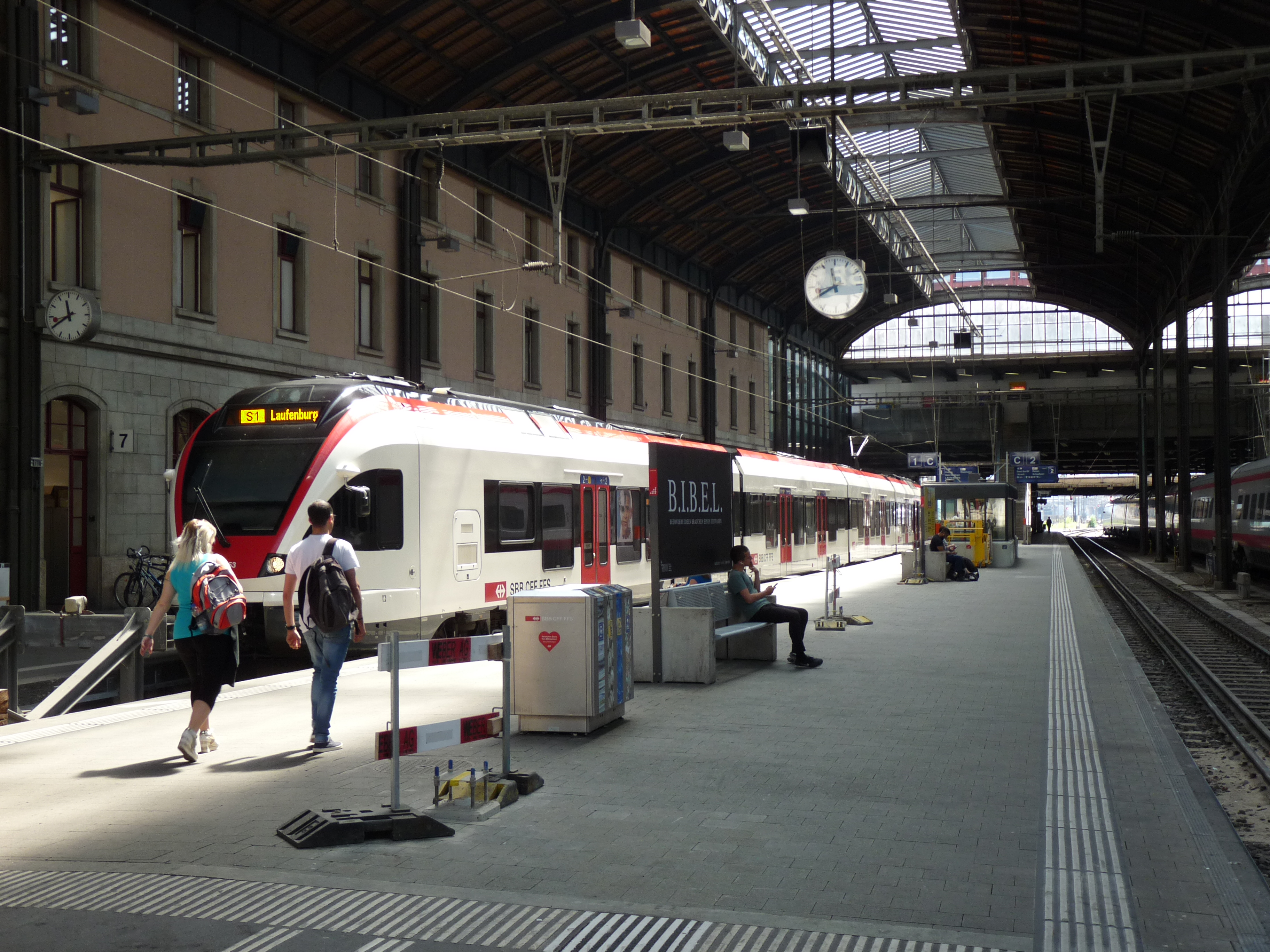
Stadler FLIRT de la ligne S1 en gare de Basel SBB.

Le RER trinational de Bâle est un moyen de transport ferré consistant en l'exploitation de lignes partiellement transfrontalières pour relier certaines grandes villes de la région trinationale de Bâle, à grand gabarit ferroviaire. L’ensemble du réseau est exploité avec des services fréquents et cadencés. Il s'agit d’assurer en heures de pointe une desserte à la demi-heure (à l'heure pour la ligne S9). Entre les gares de Lörrach-Stetten et de Steinen ainsi qu'entre les gares de Basel SBB et de Pratteln, on observe une desserte au quart d'heure.

## Histoire
Le projet trinational Regio-S-Bahn d'un réseau régional transfrontalier autour de Bâle date du congrès du Rhin Supérieur qui s'est tenu à Kehl en 1988. Les Cantons de Bâle-Ville, Bâle-Campagne, Argovie et la Région Alsace (aujourd'hui : Région Grand Est) ont souhaité mettre en œuvre une liaison transfrontalière pour faciliter les déplacements au quotidien. L'ancienne ligne verte (aujourd'hui : lignes S1 et TER exploitées séparément) été le fruit d'un effort massif d'ingénierie civile et de financement entre 1993 et 1997, date officielle de l'inauguration du réseau.

## Réseau actuel

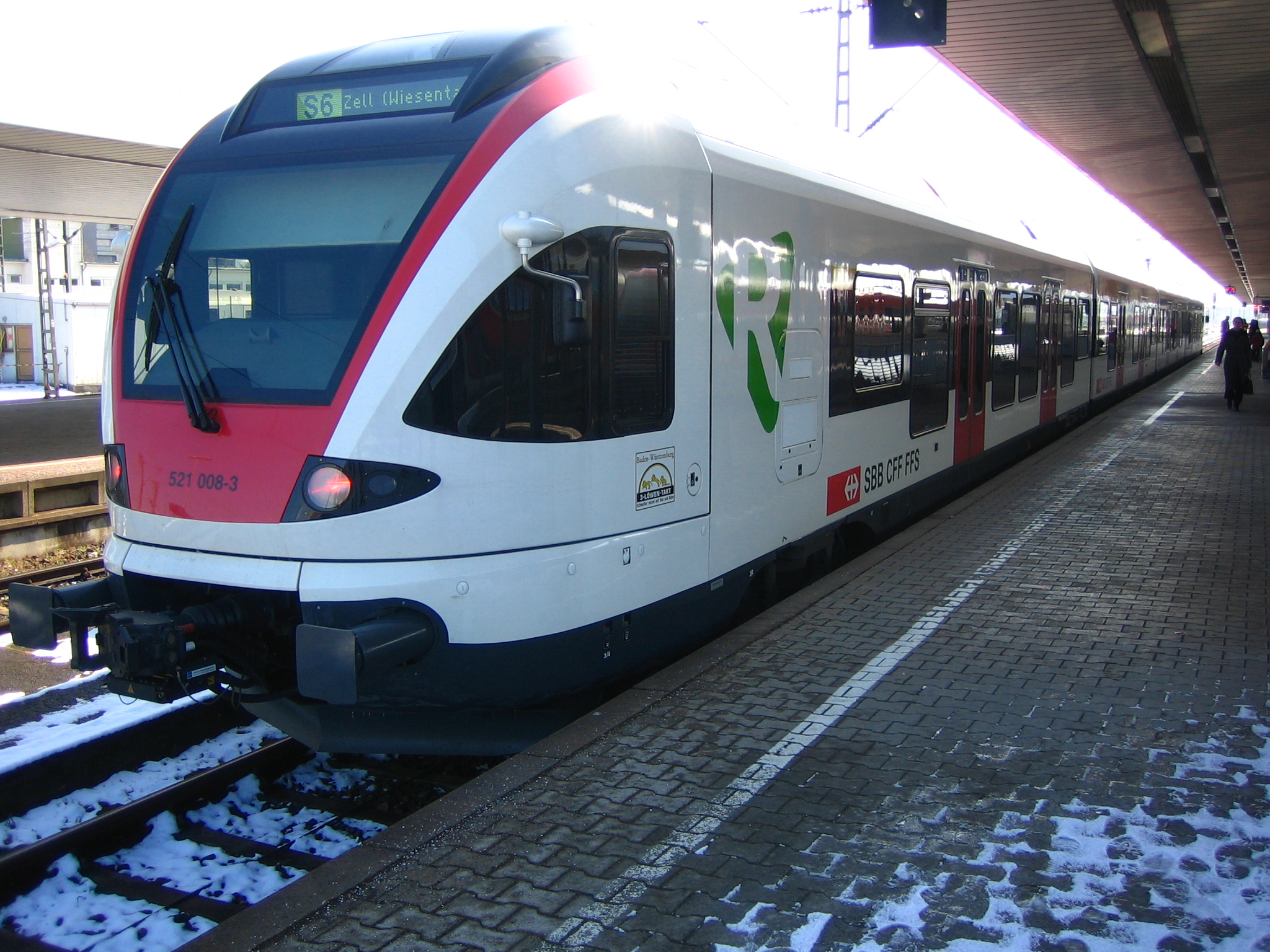
Flirt de la ligne S6 à la gare badoise de Bâle

### Aperçu général
Les huit lignes du réseau totalisent 357 km de voies qui desservent 108 points d'arrêt :
- S1 : Basel SBB – Rheinfelden – Frick/Laufenburg
- S3 : Olten – Liestal – Basel SBB – Laufen – Delémont – Porrentruy
- S5 : Weil am Rhein – Lörrach Hbf (– Zell)
- S6 : Basel SBB – Basel Bad Bf – Lörrach Hbf – Zell
- S9 : Olten – Läufelfingen – Sissach
- TER : Basel SNCF – Saint-Louis – Mulhouse
- RB27 : Basel Bad Bf – Weil am Rhein – Müllheim – Freiburg im Breisgau
- RB30 : Basel Bad Bf – Waldshut – Lauchringen par la rive allemande du Rhin

Lignes nocturnes :
- SN1 : Basel SBB – Rheinfelden – Möhlin (– Frick – Brugg AG)
- SN2 : Basel SBB – Liestal – Gelterkinden (– Olten)
- SN3 : Basel SBB – Laufen (– Delémont)
- SN4 : Basel SBB – Mulhouse (– Strasbourg)

### Matériel roulant
- S1 : Flirt RABe 521 / Flirt RABe 522
- S3 : Flirt RABe 521 / Flirt RABe 522
- S5 : Flirt RABe 521
- S6 : Flirt RABe 521
- S9 : GTW 2/6
- TER : Z 27500
- RB30 : Talent

## Projets
Les 7 autorités organisatrices du RER trinational de Bâle coordonnent le futur développement du réseau dans le cadre de leur plateforme commune trireno. Le concept-cible de l'offre, nommé "à l'horizon avec Herzstück", prévoit au minimum un service cadencé à 30 minutes pour les tronçons périphériques du réseau et à 15 minutes au cœur de l’agglomération grâce à la superposition des lignes. Des nouvelles lignes diamétrales rendront le RER plus rapide, confortable et performant. De plus, chaque branche suisse sera connectée à la fois à l'Allemagne et à la France. Ces améliorations de l'offre RER sont planifiées en deux grandes étapes (horizons).

### Offres ferroviaires prévues à l'horizon 2030

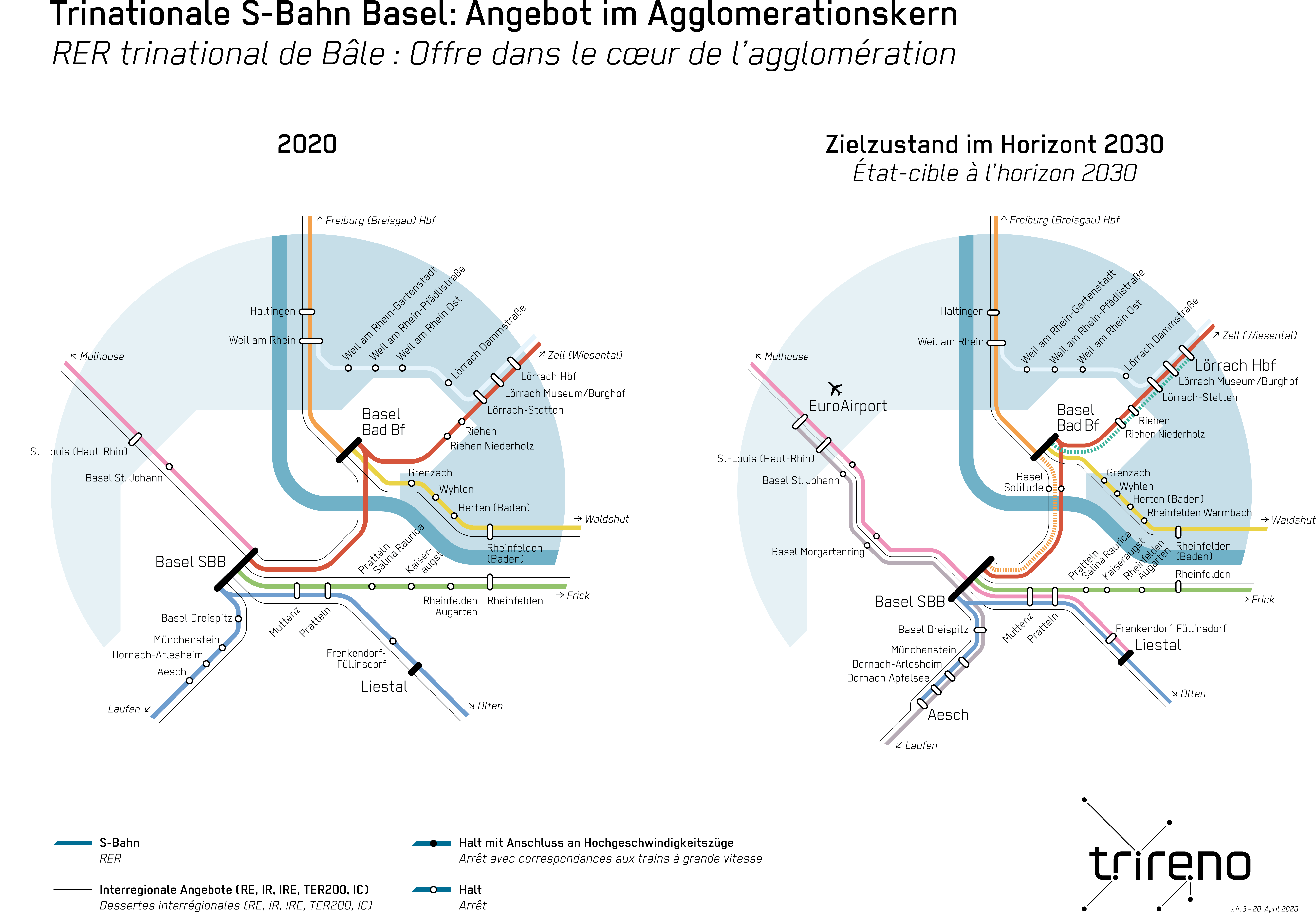
État-cible de l'offre du RER trinational de Bâle à l'horizon 2030 (cœur de l'agglomération)

En 2025 déjà, il est prévu d'introduire la cadence au quart d'heure entre Bâle et Liestal. Jusqu'en 2030, des augmentations de la cadence suivront entre Bâle et Aesch, entre Bâle et l'EuroAirport ainsi qu'entre Bâle (gare badoise) et Lörrach. 
Cela permettra de connecter les lignes RER d'une autre manière et d'introduire de nouvelles lignes diamétrales entre la France et la Suisse :
- S1 : Basel SBB – Rheinfelden – Frick/Laufenburg
- S2 : Mulhouse-Ville – EuroAirport (Saint-Louis) – Basel SBB – Liestal
- S3 : Olten – Liestal – Basel SBB – Aesch
- S4 : EuroAirport (Saint-Louis) – Basel SBB – Laufen
- S5 : Weil am Rhein – Lörrach Hbf – Schopfheim
- S6 : Basel SBB – Basel Bad Bf – Lörrach Hbf – Zell
- S7 : Basel Bad Bf – Waldshut – Koblenz
- S40 : Basel SBB – Basel Bad Bf – Weil am Rhein – Müllheim – Freiburg im Breisgau
- S9 : Olten – Läufelfingen – Sissach

En résumé, les dessertes suivantes sont prévues à l'horizon 2030 :
- Cadence au quart d'heure entre Bâle et Liestal (en cours de réalisation)
- Cadence à la demi-heure entre Bâle et Freiburg im Breisgau (en cours de réalisation)
- Cadence à la demi-heure entre Bâle et Waldshut – Koblenz
- 6 trains par heure et par sens entre Bâle et l'EuroAirport (ligne S2, S4 et TER 200)[6]
- Cadence au quart d'heure entre Bâle et Aesch
- Cadence au quart d'heure entre Bâle et Lörrach

### Offres ferroviaires prévues à l'horizon avec Herzstück

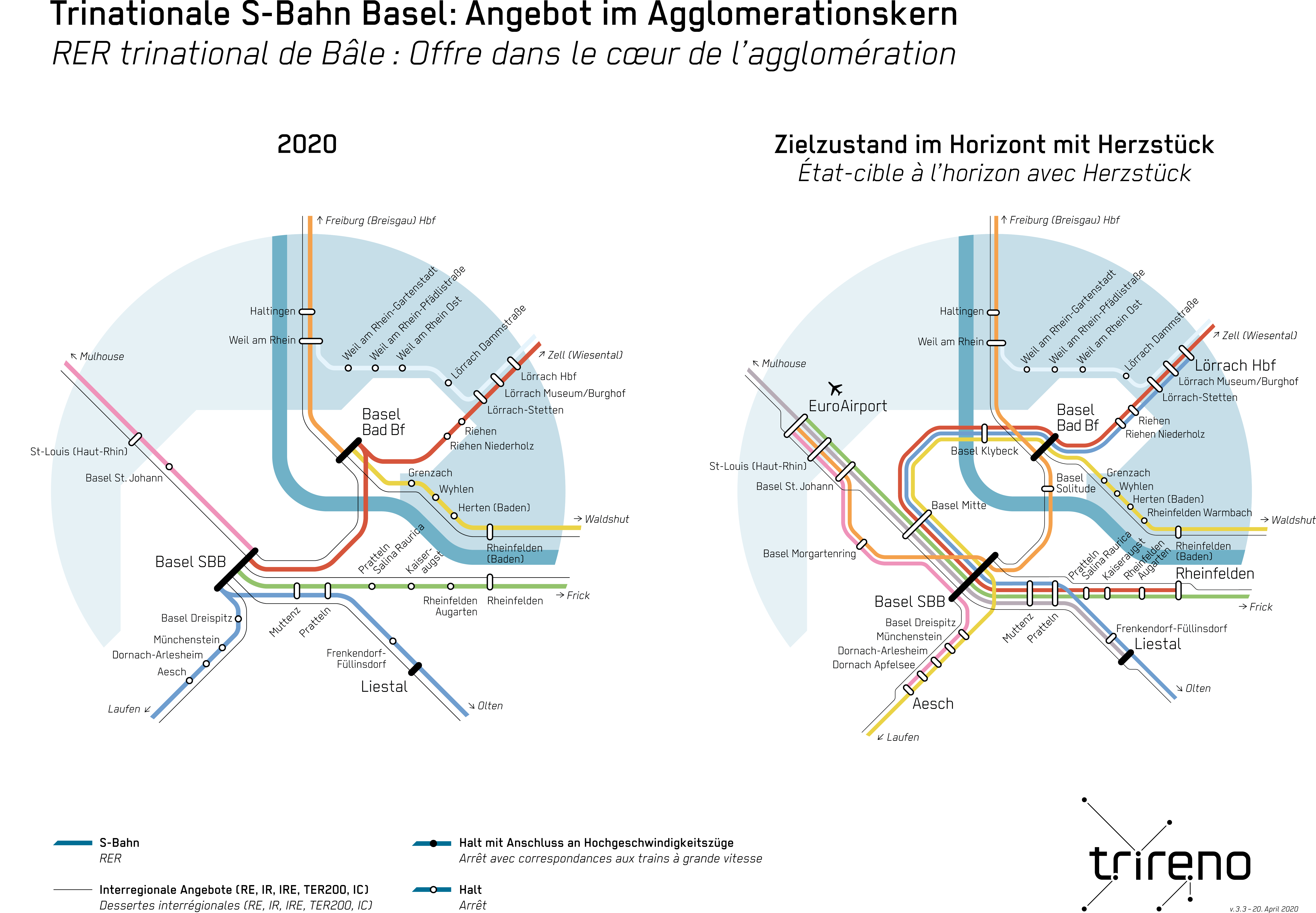
État-cible de l'offre du RER trinational de Bâle à l'horizon avec Herzstück (cœur de l'agglomération)

Grâce au projet Herzstück-Basel, toutes les lignes RER seront nouvellement diamétrales et traverseront le centre-ville de Bâle. Cela réduira les durées de déplacement et le nombre de changements nécessaires. La connexion ferroviaire entre l'Allemagne, la France et la Suisse dans l'agglomération trinationale de Bâle sera nettement améliorée. De plus, une augmentation de la cadence est planifiée sur les tronçons suivants :
- Cadence au quart d'heure entre Bâle et Rheinfelden (CH)
- 10 trains par heure et par sens entre Bâle et l'EuroAirport (4 lignes RER et TER 200)

Pour atteindre ces objectifs d'offre formulés dans le concept-cible à l'horizon avec Herzstück, d'importants investissements se montant à plusieurs milliards de francs suisses sont prévus dans l'infrastructure ferroviaire de l'agglomération trinationale de Bâle. Certains de ces projets sont déjà en cours de réalisation, notamment entre Bâle et Liestal et entre Bâle et Freiburg im Breisgau.

### Infrastructures en cours de réalisation
- Extension à 4 voies de la gare de Liestal
- Nouvelle voie de retournement à Liestal
- Aménagement de la ligne entre Karlsruhe et Bâle à 4 voies
- Ouvrage de désenchevêtrement à Muttenz

### Infrastructures ferroviaires prévues
- Ouvrage de désenchevêtrement à Pratteln
- Nouvelle voie de retournement à Aesch
- Nouveau tronçon à double voie entre Duggingen et Grellingen
- Aménagement et adaptation des installations publiques dans les gares de Basel SBB, Basel Bad Bf et Olten
- Nouvelle liaison ferroviaire de l'EuroAirport[7]
- Aménagement et électrification de la ligne du Hochrhein
- Aménagement de la Wiesentalbahn sur le tronçon entre Bâle et Schopfheim
- Aménagement du tronçon entre Bâle et Rheinfelden (CH)
- Herzstück-Basel : nouvelle liaison souterraine entre les gares de Basel SBB et Basel Bad Bf avec un embranchement en direction de Bâle St. Jean

### Nouvelles haltes prévues
- Basel Solitude
- Basel Morgartenring
- Basel Mitte et Basel Klybeck (Herzstück-Basel)
- Dornach Apfelsee
- EuroAirport
- Lörrach Zentralklinikum
- Rheinfelden (Baden)-Warmbach
- Bad Säckingen-Wallbach
- Waldshut West

### Herzstück-Basel[8]
Le plus grand projet prévu dans le concept-cible à l'horizon avec Herzstück est la construction d'un tunnel ferroviaire sous la ville de Bâle permettant de relier la gare de Basel SBB à la gare de Basel Bad Bf sans devoir changer de direction. Deux nouvelles haltes souterraines (Basel Mitte et Basel Klybeck) sont prévues dans le centre-ville de Bâle. Un embranchement en direction de Bâle St. Jean et la France est également planifié, ce qui permettrait d'augmenter la cadence des trains en direction de l'EuroAirport. L'Office fédéral des transports et les Cantons de Bâle-Ville et Bâle-Campagne planifient ensemble cet ouvrage clé pour le RER trinational de Bâle.